# 抜山平一

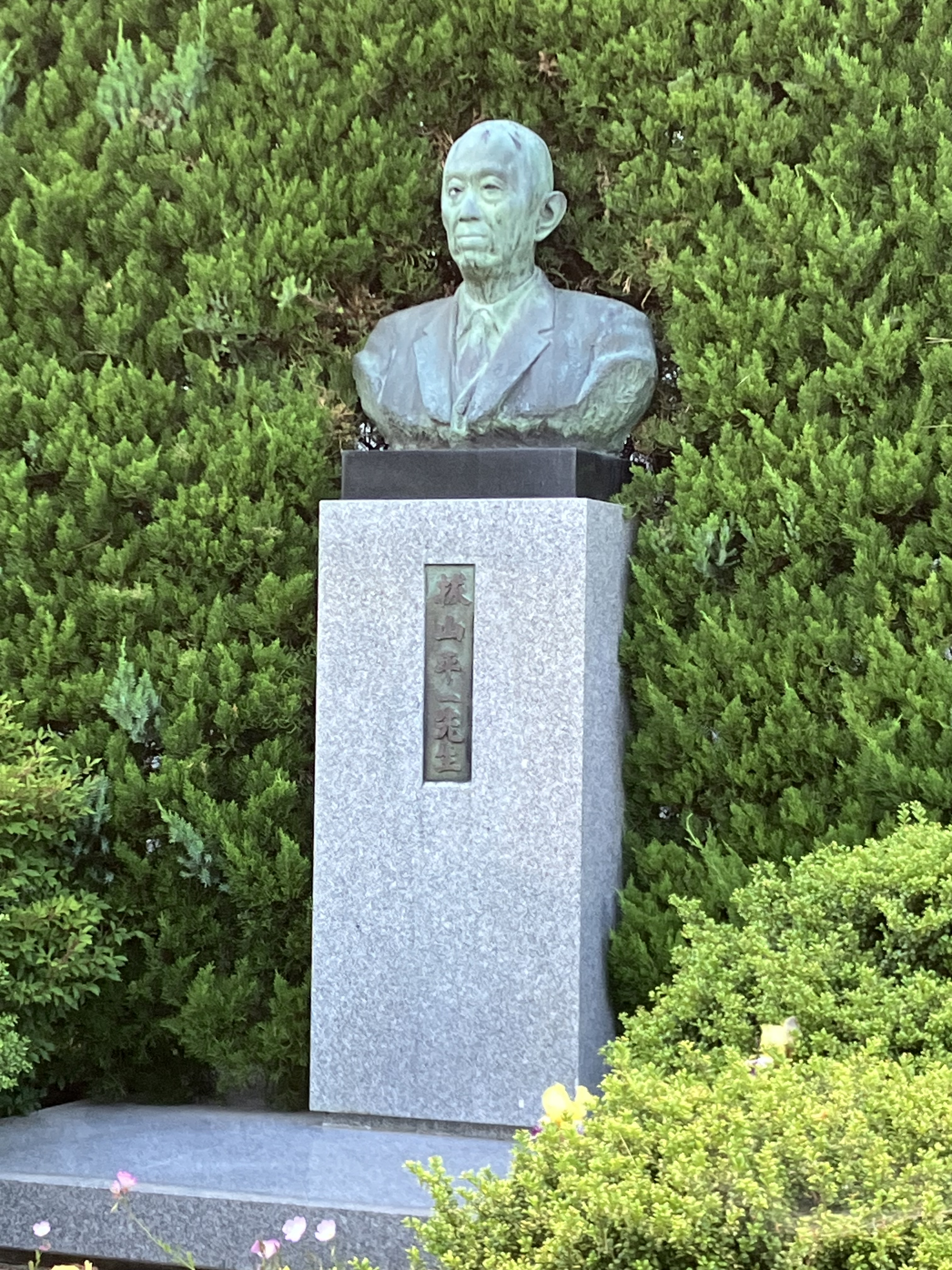
東北大学片平キャンパス内にある胸像。2024年撮影。

抜山 平一（ぬきやま へいいち、1889年9月23日-1965年8月18日）は電気工学者。東北大学名誉教授。
電磁気学の基礎理論に基づき電流・電圧の電気磁気現象(電気系)と力・位置の力学・振動現象(機械系)を変換する電気音響変換理論を確立した。
これは音波や超音波の送受信のみならず、そのままモーターや発電機等の電動機における電動力変換を包括する理論である。

## 経歴
- 1889年9月23日、東京府東京市出身。
- 1907年、東京府第一中学（現・東京都立日比谷高等学校）を卒業。
- 1913年7月10日、東京帝国大学工科大学電気工学科卒業。
- 1913年8月20日、仙台高等工業学校着任(講師)
- 1917年3月 ハーバード大学へ留学。Kennellyの元でモーショナルインピーダンスの測定で電気音響変換の研究を始める。
- 1918年東北帝国大学教授に就任。

以後工学部長、付属電気通信研究所初代所長(1935年)を歴任。
- 1950年、電波監理委員会委員
- 1952年、定年退官

その他電波技術審議会会長等の要職を歴任した。

## 家族
- 父・抜山庄次郎 ‐ 元加賀藩士で、東京に出て特許弁理士となり、京橋区木挽町で抜山特許事務所経営[1][2]。
- 母・つぎ ‐ 石川県・野村善助長女[3]。東京女子師範学校卒で、女学校で英語・数学の教師もしていた[1]。
- 弟・抜山大三 ‐ 東京帝国大学理科卒、同教授。岳父に岡田武松。[3]
- 弟・抜山四郎 ‐ 東京帝大機械工学科卒、東北帝国大学教授。[3]
- 妻・とみえ ‐ 弦木悌次郎（陸軍砲兵大佐）の二女。四郎の妻の姉。日本女子大学付属高等女学校出身。[3]
- 長女・せつ子 ‐ 宮川岸雄の妻。東京家政学院出身。[3]

## 業績
研究領域は電気工学で、特に電磁気学、電気音響学、水中音響学、超音波工学の研究で知られる。
- 電磁気学における電力流であるポインティングベクトルに類似する概念として抜山ベクトルを提唱[4]。
- 電気系、機械系(振動系)相互変換の方程式を解いて電気音響変換理論を確立。
- 音響工学分野でスピーカー等音響機器、バイブロメータ―、音響計測、建築空間の音響、人が聞くものとして立体音響、心理音響の研究。
- 水中音響分野で可聴音・超音波を用いて水中マイクロホン、方向性探知、指向性合成、遅延回路の研究。
- 超音波分野で磁歪素材・振動子、ソナー、魚群探知、超音波探傷の研究。

## 著書
- 抜山平一『電磁気学〈第1巻〉総論』1928年。
- 抜山平一『学術研究と技術計画』1943年。
- 抜山平一『電気音響機器の研究』丸善出版、1948年。
- 抜山平一『電磁気学〈第2巻〉電流論』1951年。
- 抜山平一『科学・技術・生活』丸善出版、1951年。
- 抜山平一『超短波通信の研究』1953年。
- 抜山平一『電気磁気学』丸善出版、1955年。
- 抜山平一、浅見義弘『電磁遮蔽の理論と実際』1955年。
- 抜山平一『交流理論』1958年。
- 抜山平一『電気回路学 : 交流理論と電気振動』丸善、1963年。

## 特許
- アメリカ合衆国特許第 1,917,947号
- アメリカ合衆国特許第 1,830,238号